# Jeff Mercier
Pour les articles homonymes, voir Jean-François Mercier (homonymie) et Mercier.
Jean-François Mercier, dit Jeff Mercier, né le 5 septembre 1970 à Sallanches, est un alpiniste, spécialiste du dry tooling, et gendarme du peloton de gendarmerie de haute montagne de Chamonix.

## Biographie
Il fait partie de l'équipe jeune de la FFME à 23 ans.   

## Dry tooling
Jeff Mercier pratique le dry tooling depuis 1998. Il promeut en France sa pratique à travers la création d'une association, Dry Tool Style et l'organisation d'événements. Jeff Mercier utilise le French Style qui se caractérise par le refus des éperons, des Yaniro et de tenir les piolets avec le coude,,.

## Palmarès
Jeff Mercier a remporté les compétitions suivantes :
- premier de la compétition de mixte du Ice Festival de Ouray de 2014[6] ;
- second de la compétition de mixte du Ice Festival de Ouray de 2013[6],[5] ;
- premier Ice Climbing des Écrins 2014[8].

## Voies
Jeff Mercier a réalisé l’ascension des voies suivantes :
- libération en hivernal de Hard Rep-a-line à l’aiguille des Pélerins (V/5+/M7/90°/600 m), le 3 octobre 2012, avec Korra Pesce[1] ;
- libération en hivernal de Full love à l’aiguille du Peigne (V/5+/M6/85°/R/500 m), le 17-18 octobre 2012 avec Julien Desecures, Korra Pesce et Jon Griffith[1] ;
- La Lyre WI6[2] ;
- Jedi Mind Tricks M14[2] ;
- Gabarrou-Silvy sur l'aiguille Sans Nom[2] ;
- Couloir Direct aux Drus[2] ;
- libération de la voie Bonington-Tejada-Flores à l'aiguille du Plan M7 max, le 10 avril 2014, avec Kora Pesce[9]
- Ouverture en versant Nord-Est de la tête de Trélaporte avec Fabien Dugit de Walk now, climb later.

## Sponsors
Jeff Mercier est sponsorisé par :
- RAB[2] ;
- Petzl[8].